# Mecynopla
Mecynopla is een geslacht uit de familie van de zakjesdragers (Psychidae). De wetenschappelijke naam Mecynopla werd voor het eerst in 1979 gepubliceerd door de Franse entomoloog Jean Bourgogne. Hij bracht er de soort Mecynopla majoropsis in onder, door hemzelf oorspronkelijk beschreven in 1960 als Megalophanes majoropsis. Deze soort werd ontdekt in Kenia. Het is tot nu toe de enige soort in dit geslacht.